# Hoplolabis (Parilisia) variegata
Hoplolabis (Parilisia) variegata is een tweevleugelige uit de familie steltmuggen (Limoniidae). De soort komt voor in het Palearctisch gebied.